# The Dictators
The Dictators ist eine 1973 in New York City gegründete US-amerikanische Rockband. Durch ihren laut und schnell gespielten Rock ’n’ Roll gilt sie als einer der Vorläufer des Punkrock.

## Bandgeschichte
Die Band The Dictators wurde 1973 in New York City vom Bassisten Andy Shernoff, den Gitarristen Ross „The Boss“ Friedman (Funicello) und Scott „Top Ten“ Kempner sowie dem Schlagzeuger Stu Boy King gegründet. Shernoff, Herausgeber des Fanzines „Teenage Wasteland Gazette“, war zunächst auch Sänger der Band; diese Aufgabe übernahm jedoch nach kurzer Zeit ihr Roadie Handsome Dick Manitoba. Ihre Musik war eine Mischung aus einfachem, lautem und schnellem Rock ’n’ Roll, kombiniert mit Texten über Bestandteile der Alltagskultur wie Fernsehen, Autos, Fast Food, Bier und Wrestling.
Gefördert durch den Musikjournalisten Richard Meltzer nahmen die Dictators 1975 ihr Debütalbum The Dictators Go Girl Crazy! auf, das von Sandy Pearlman und Murray Krugman produziert wurde. Kommerziell war dieses Album eine Enttäuschung, von Musikkritikern wird es jedoch als eines der wichtigsten Alben dieser Periode angesehen. Die Band löste sich dennoch als Reaktion für ein paar Monate auf, um jedoch 1976 wieder zusammenzukommen; diesmal zunächst ohne Andy Shernoff, mit Mark „The Animal“ Mendoza als Bassist. Shernoff kehrte etwas später als Keyboarder zur Band zurück. In dieser Besetzung nahmen sie 1977 ihr zweites Album Manifest Destiny auf, wieder produziert von Pearlman und Krugman, die durch ihre Arbeit für Blue Öyster Cult bekannt geworden waren.
1978 verließ Mendoza die Band, um sich Twisted Sister anzuschließen; daher übernahm Andy Shernoff wieder den Job als Bassist der Dictators. Mittlerweile war Richard „Ritchie“ Teeter als Schlagzeuger in die Band gekommen. Im gleichen Jahr nahmen sie ihr erfolgreichstes Album, Bloodbrothers auf, ebenfalls produziert von Pearlman/Krugman. Der Song Baby, Let’s Twist war ein kleinerer Hit und wurde bei den Radiostationen der Ostküste häufiger gespielt. Bruce Springsteen, ein Fan der Band, ist im Eröffnungstrack Faster and Louder zu hören, wie er den Song einzählt. Auch dieses Album war kommerziell wenig erfolgreich, so dass sich die Band 1979 schließlich auflöste. Vorher war Mel Anderson von Twisted Sister als Schlagzeuger in die Band eingestiegen.
Nach der Auflösung arbeitete Manitoba als Taxifahrer, Shernoff wurde Musikproduzent, Kempner spielte weiter Gitarre in der Band Del Lords. Ross „The Boss“ Friedman arbeitete erst als Gitarrist für die französische Hardrockband Shakin’ Street und wurde 1980 Gründungsmitglied der US-amerikanischen Heavy-Metal-Band Manowar. 1981 kam die Band gelegentlich wieder zusammen und nahm das Album Fuck ‘em if They Can’t Take a Joke auf, das nur auf Cassette erschien, blieb aber zunächst außer gelegentlichen Konzerten weitgehend inaktiv.
1986 gründeten Shernoff und Manitoba zusammen mit dem Gitarristen und Produzenten Daniel Rey die Band Manitoba’s Wild Kingdom, die gleich darauf ihr Debütalbum …And You? veröffentlichte. Zu dieser Zeit hatte Rey die Band bereits wieder verlassen; dafür kam Friedman wieder als Gitarrist hinzu. Nach einer Clubtour stieg auch Kempner wieder in die Band ein, so dass die ursprüngliche Besetzung mit J.P. „Thunderbolt“ Patterson als Schlagzeuger wieder vollständig war. In der Folge traten sie daher wieder unter ihrem früheren Namen The Dictators auf.
In den späten 1990er-Jahren nahmen sie auch wieder ein Studioalbum auf: D.F.F.D („Dictators Forever – Forever Dictators!“), welches 2001 erschien. Shernoff bezeichnete dieses Album als wahrscheinlich letztes Studioalbum der Band, da es schwierig sei, neue Songs zu schreiben. Trotz eines Umzugs des Gitarristen Kempner nach Kalifornien kommt die Band immer wieder für einzelne Konzerte zusammen; bei einem dieser Konzerte wurde 2005 ein Livealbum, VIVA Dictators, aufgenommen.
Am 6. April 2012 verstarb der ehemalige Schlagzeuger Richard „Ritchie“ Teeter im Alter von 61 Jahren an Speiseröhrenkrebs. Gründungsmitglied Scott Kempner verstarb am 29. November 2023 in einem Pflegeheim in Connecticut im Alter von 69 Jahren.

## Diskografie
- 1975: The Dictators Go Girl Crazy!
- 1976: CBGB & OMFUG
- 1977: Manifest Destiny
- 1978: Bloodbrothers
- 1981: Irving Plaza
- 1981: Fuck ‘em if They Can’t Take a Joke (live)
- 1998: The Dictators Live: New York New York
- 2001: D.F.F.D.
- 2005: VIVA Dictators (live)
- 2007: Every Day Is Saturday
- 2015: Go Girl Crazy!